# Hansard
Hansard ist der Titel der offiziellen protokollarischen Aufzeichnungen der Sitzungen des britischen Parlamentes sowie der Parlamente verschiedener Staaten, die ehemals dem Britischen Empire bzw. dem Commonwealth of Nations angehörten oder noch angehören. Der Name Hansard leitet sich von Thomas Curson Hansard, dem langjährigen Drucker und Herausgeber der Aufzeichnungen der Sitzungen des britischen Parlamentes, ab.
Der Hansard beinhaltet die Aufzeichnungen der parlamentarischen Reden und Debatten in einem bestimmten legislativen Gremium und ist damit das angelsächsische Pendant zu den als „Stenografische Berichte/Plenarprotokolle“ veröffentlichten Mitschriften der deutschen Parlamentssitzungen in den Nachfolgestaaten des britischen Empires. Ein Hansard besteht in der Regel aus den gesammelten Protokollen der verbalen Äußerungen sowie vereinzelter besonders wichtiger non-verbaler Handlungen von allen Parlamentssitzungen einer Wahlperiode oder den Parlamentssitzungen eines bestimmten Abschnittes einer Wahlperiode.
Neben den ursprünglichen Hansards, in denen sich die Sitzungen des Parlaments von Westminster in London nachverfolgen lassen, werden Hansards angefertigt für die parlamentarischen Sitzungen folgender Staaten: Kanada, Australien, Südafrika, Neuseeland, Malaysia, Singapur, Brunei, Hongkong, Sri Lanka, Trinidad und Tobago, Kenia, Tansania und Jamaika.

## Geschichtlicher Hintergrund
Bis 1771 waren lediglich die Entscheidungen und Maßnahmen, nicht aber die Debatten des britischen Ober- und Unterhauses veröffentlicht worden. Als das Interesse in der Öffentlichkeit an den Debatten insbesondere des Unterhauses immer größer wurde, begannen mehrere Parlamentarier, inoffizielle Berichte der Sitzungsverläufe zu veröffentlichen, die mitunter von Verlegern und Herausgebern als Sitzungen von Verschwörerklubs oder Räuberbanden aufbereitet wurden, um dem Leser mehr „Spannendes“ zu bieten. Dementsprechend führten diese Sitzungsaufzeichnungen Namen wie „Proceedings of the Lower Room of the Robin Hood Society“ oder „Debates of the Senate of Magna Lilliputia“.
Da die Veröffentlichung von im Parlament gemachten Äußerungen zu dieser Zeit im britischen Königreich noch verboten war, wurden die Verleger, Autoren und Herausgeber dieser Publikationen mitunter auf Drängen strafrechtlich verfolgt. Als schließlich sogar Brass Crosby, der Lord Mayor von London, auf Geheiß des Parlamentes angeklagt wurde, da er sich geweigert hatte, einen Herausgeber von heimlichen Parlamentsmitschriften zu bestrafen, kam es zu heftigen öffentlichen Protesten, die zu einer stillschweigenden Aufgabe der bisherigen Parlaments-Politik führten: Die Veröffentlichung von Sitzungen des Parlaments war nunmehr auch offiziell geduldet. In der Folge sprossen zahlreiche Veröffentlichungen aus dem Boden, die die Debatten des Parlamentes der Öffentlichkeit nahezubringen versuchen, so etwa das „Parliamentary Register“ von John Almon und John Debrett, das von 1775 bis 1813 veröffentlicht wurde.
1802 begann William Cobbett in Konkurrenz zum Register, ebenfalls Aufzeichnungen der Parlamentssitzungen zu veröffentlichen. 1809 begann der Verleger Thomas Curson Hansard die Veröffentlichung von Cobbetts Aufzeichnungen zu besorgen. 1812 verkaufte Cobbett – in private finanzielle Nöte geraten – sein Veröffentlichungsorgan an Hansard. Später wurde die Veröffentlichung nach diesem benannt.
Hansard beschäftigte in den ersten Jahren keine Stenografen, die die Äußerungen im Parlament eins zu eins mitschrieben, sondern rekonstruierte die Parlamentsdebatten erst am folgenden Tag anhand der Veröffentlichungen der Morgenzeitungen durch Kollationierung der verschiedenen Berichte der verschiedenen Londoner Zeitungen. Die Folge war naturgemäß, dass diese Aufzeichnungen den Tenor der Parlamentssitzungen bestenfalls im Grundsatz, schlechtestenfalls gar nicht und die wörtlichen Äußerungen allenfalls partiell korrekt wiedergaben, während viele Formulierungen verloren gingen. Später wurde ein möglichst hohes Maß an Präzision durch sorgfältiges Mitschreiben zum Leitprinzip des Hansard.
Hansard setzte sich im Laufe der Zeit gegen konkurrierende Produkte wie das Parliamentary Register oder Barrows Mirror of Parliamentary Proceedings durch. 1889 trug das Parlament dieser Entwicklung Rechnung und gewährte dem Hansard eine Subventionierung, die seither einen lückenlosen Aufzeichnungsbetrieb sicherstellt und gewährleistet, dass der Hansard als Nachschlagewerk für Parlamentarier und Öffentlichkeit die Möglichkeit bietet, frühere Äußerungen nahezu wörtlich abzurufen.
Als Quelle für die historische Forschung kommt dem Hansard eine eminente Bedeutung zu. Insbesondere seit den 1960er Jahren ist der Hansard in den Fokus der Fachwissenschaft geraten, die ihn seither als Quelle für fachliche Darstellungen von Personen, Zielen und Entscheidungen der britischen Politik weidlich ausnutzt.